# Antifonte di Ramnunte
Antifonte di Ramnunte (in greco antico: Ἀντιφῶν?, Antiphṑn; Ramnunte, 480 a.C. – Atene, 411 a.C.) è stato un oratore ateniese, uno degli ispiratori della Boulé dei Quattrocento.

## Biografia
Di Antifonte, politico e retore, si possiede una attenta descrizione di Tucidide, il quale, dopo avergli attribuito la responsabilità dell'elaborazione e dell'attuazione, quale principale artefice, del colpo di Stato oligarchico dei Quattrocento, messo in opera ad Atene nel 411 a.C., così lo presenta:
Nell'occasione di questo colpo di Stato, prese posizioni estremistiche in contrasto con il più moderato Teramene. Caduti i Quattrocento, egli rimase volontariamente in città per sottoporsi alle leggi in cui credeva. Fu processato e condannato a morte: in quell'occasione, come ci informa ancora Tucidide, pronunziò un discorso di straordinaria efficacia, che però non gli risparmiò la pena capitale.
Antifonte, presentato da Tucidide come logografo, ossia scrittore per conto terzi di discorsi politici, da pronunciarsi in sostegno di leggi all'assemblea generale, o giudiziari, in difesa o in accusa di qualcuno nelle cause presso il tribunale dell'eliea, contraddice il modello del cittadino ateniese che si espone in prima persona animando i dibattiti parlamentari o le contese in tribunale. Preferisce invece agire nell'ombra dei simposi aristocratici, durante i quali elabora i piani del colpo di Stato.
Di lui parlano anche Platone nel Menesseno (236a), dove è presentato come maestro di retorica, e Senofonte nei Memorabili (I, 6), quale avversario di Socrate.
All'attività di logografo appartengono i trentacinque discorsi considerati autentici dal grammatico Cecilio di Calatte, mentre i filologi alessandrini gliene attribuivano sessanta. Di questi discorsi ne sono pervenuti tre sicuramente autentici, di carattere giudiziario: un discorso di accusa da parte di un giovane nei confronti della matrigna per tentativo di omicidio tramite avvelenamento e due discorsi difensivi sempre in cause per omicidio.

## Opere rimaste e pensiero
Di lui ci rimangono, oltre a numerosi frammenti, tre orazioni e le Tetralogie. Queste ultime sono esercitazioni oratorie di cui è stata da alcuni, a torto, contestata l’autenticità.
Le Tetralogie trattano casi fittizi di omicidio e consistono ciascuna, come dice il nome, di quattro parti:
1. discorso di accusa
2. discorso di difesa
3. replica dell'accusatore
4. controreplica dell'accusato.

Le Tetralogie sono importanti perché ci danno molte informazioni sulle norme giuridiche e le credenze religiose relative all'omicidio.
Nell'orazione Contro la matrigna, una giovane accusa la matrigna di averle ucciso il padre con la complicità di una schiava. Trattano invece casi reali l'orazione Per l'uccisione di Erode, in cui si cerca di discolpare un mitilenese accusato di aver ucciso un compagno di viaggio (forse l'accusa era una montatura politica), e quella Sul coreuta (ca. 412), in cui si difende un corego dall'accusa di aver ucciso un ragazzo di un coro con una pozione che avrebbe dovuto rendere più bella la voce.
Si può affermare che egli creò la grande tradizione dell'oratoria attica. Il suo stile è sobrio ma molto sostenuto, e fa larga parte a frasi bilanciate, ricche di antitesi concettuali e di effetti di suono. Nell'argomentazione si servì molto dell'eikòs (prova non fattuale ma dedotta dal comportamento “verosimile” di un individuo in una determinata situazione).
Sul piano storico, per altro verso, ad Antifonte qualche autore (Massimo Siviero) fa risalire l'origine del thriller legale.
I frammenti delle opere filosofiche consentono di delineare i tratti di un pensiero che sviluppa in maniera originale tematiche sofistiche. Riprendendo il motivo caro a Protagora e Ippia della contrapposizione tra la convenzionalità della legge (nomos), che varia in dipendenza delle convenienze e delle società che la esprimono, e l'organicità della natura (physis), che si mantiene uguale a sé stessa, Antifonte ricava interessanti conclusioni che si possono così schematizzare:
- la natura è un organismo preordinato rispetto all'uomo: il danno inferto all'ordinamento legislativo non produce effetti sul colpevole, se questi non viene scoperto, mentre il danno arrecato alla natura permane in tutti i suoi effetti;
- la natura è un ente omogeneo e coerente, al contrario della legge che è contraddittoria, perché, ad esempio, impone di testimoniare e, conseguentemente, di arrecare del male all'imputato, anche se non si ha alcuna relazione con lui, mentre la tradizione vuole che si faccia del bene agli amici e del male solo ai nemici;
- la natura è superiore alle leggi particolari e non istituisce differenze tra uomo e uomo, per questo in niente un barbaro è differente da un greco.

## Opere
Orazioni
- Contro la matrigna
- Per l'uccisione di Erode
- Sul coreuta

Esercitazioni oratorie
- Tetralogie